# 포이스성

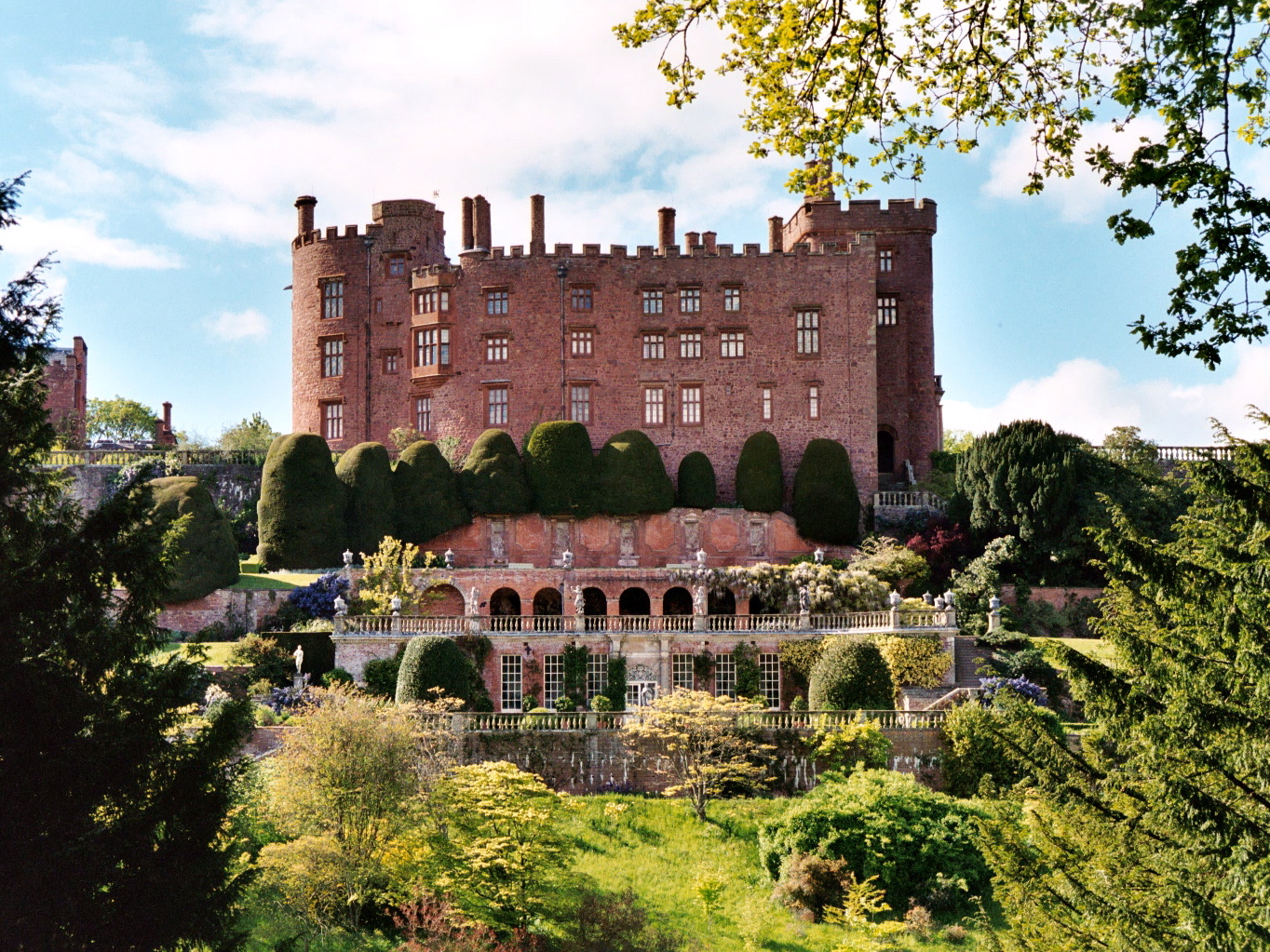
포이스성

포이스성(Powis Castle)은 웨일스 포이스 웰시풀에 위치한 성이다.
포이스(Powys)의 웰시풀(Welshpool) 근처 영국 중세성, 요새, 그리고 그랜드 컨트리 하우스이다. 포이스 백작인 허버트(Herbert)가가 위치한 이 성은 형식적인 정원과 내부로 유명하다. 전자는 웨일즈에서 "가장 중요한"것으로, 후자는 "가장 웅장한"것으로 묘사되었다. 성과 정원은 내셔널 트러스트에서 관리하고 있다. 포이스성은 1등급으로 등재된 건물이며, 그 정원은 Cadw/ICOMOS 공원 및 웨일즈의 특별 역사적 관심 정원에 등재된 자체 1등급을 보유하고 있다.
현재의 성은 13세기에 지어진 것이다. 마치에 있는 성의 경우 이례적으로 노르만 남작이 아닌 웨일스 왕자 그루피드(Gruffydd ap Gwenwynwyn)가 건설했다. 그루피드는 고대 포이스 왕국의 왕자였으며 일반적으로 13세기 후반 투쟁 중에 영국 왕 에드워드 1세와 동맹을 유지했다. 그는 왕국 자체가 1283년 슈루즈버리 의회에 의해 폐지되었음에도 불구하고 그의 아들 오웨인의 지위를 확보할 수 있었다. 자신의 죽음 이후 1293년 경, 그의 외아들이 죽고 그의 딸 가단(Hawys Gadarn)이 계승했다. 가단은 1309년 존 찰튼(John Charlton) 경과 결혼했다.
16세기 후반에 펨브로크(Pembroke) 백작의 어린 아들인 에드워드 허버트(Edward Herbert)가 이 성을 구입하여 가족과 성 사이의 연결이 시작되어 오늘날까지 이어지고 있다. 허버트는 18세기까지 카톨릭교를 유지했으며 포이스의 백작, 후작 및 재커바이트 공작과 동급으로 성장했지만 투옥 및 추방 기간을 겪었다. 이러한 차질에도 불구하고 그들은 17세기 말과 18세기 초에 포이스를 국경 요새에서 귀족적인 시골집으로 탈바꿈시킬 수 있었고 영국 바로크 정원의 현존하는 몇 안 되는 예 중 하나로 그것을 둘러쌀 수 있었다.
1784년 헨리에타 허버트(Henrietta Herbert)는 클리브 오브 인디아(Clive of India)의 장남인 에드워드 클리브(Edward Clive)와 결혼하여 많이 다 없어져가는 허버트가의 재산을 보충했다. 20세기 초 포이스 4대 백작 조지 허버트(George Herbert)가 건축가 조지 보들리(George Bodley)의 도움을 받아 성을 재개발했다. 그의 아내 바이올렛은 정원을 "잉글랜드와 웨일즈에서 가장 아름답지는 않더라도 가장 아름다운 정원"으로 만들기 위해 정원에서 똑같이 중요한 작업을 수행했다. 1952년 4대 백작이 죽자 그의 아내와 그의 아들들이 먼저 세상을 떠났고 이 성은 내셔널 트러스트가 관리하게 되었다.